# Shane Rennie
Shane Rennie (14 dicembre 1986) è un ex calciatore grenadino, di ruolo attaccante.

## Caratteristiche tecniche
Era una punta centrale.

## Carriera

### Club
Comincia a giocare in patria, al Paradise. Nel 2008 si trasferisce a Trinidad e Tobago, al La Horquetta Rangers. Nel 2009 torna al Paradise.

### Nazionale
Debutta in Nazionale nel 2004. Partecipa, con la maglia della Nazionale, alla Gold Cup 2009 e alla Gold Cup 2011.

## Palmarès
- Grenada League: 4

Paradise: 2005, 2007, 2014, 2016